# Arrondissement Vico
Vico is een voormalig arrondissement in het toenmalige departement Liamone (nu Corse-du-Sud), in de Franse regio Corsica. Het arrondissement werd op 17 februari 1800 gevormd en in 1811 samen met het departement Liamone opgeheven toen dit geïntegreerd werd in het departement Corsica.

## Kantons
Het arrondissement was samengesteld uit de volgende kantons:
- kanton Cruzini
- kanton Niolu
- kanton Sevidentro
- kanton Sevinfuori
- kanton Sorroinsu
- kanton Vico